# ピッチクロック

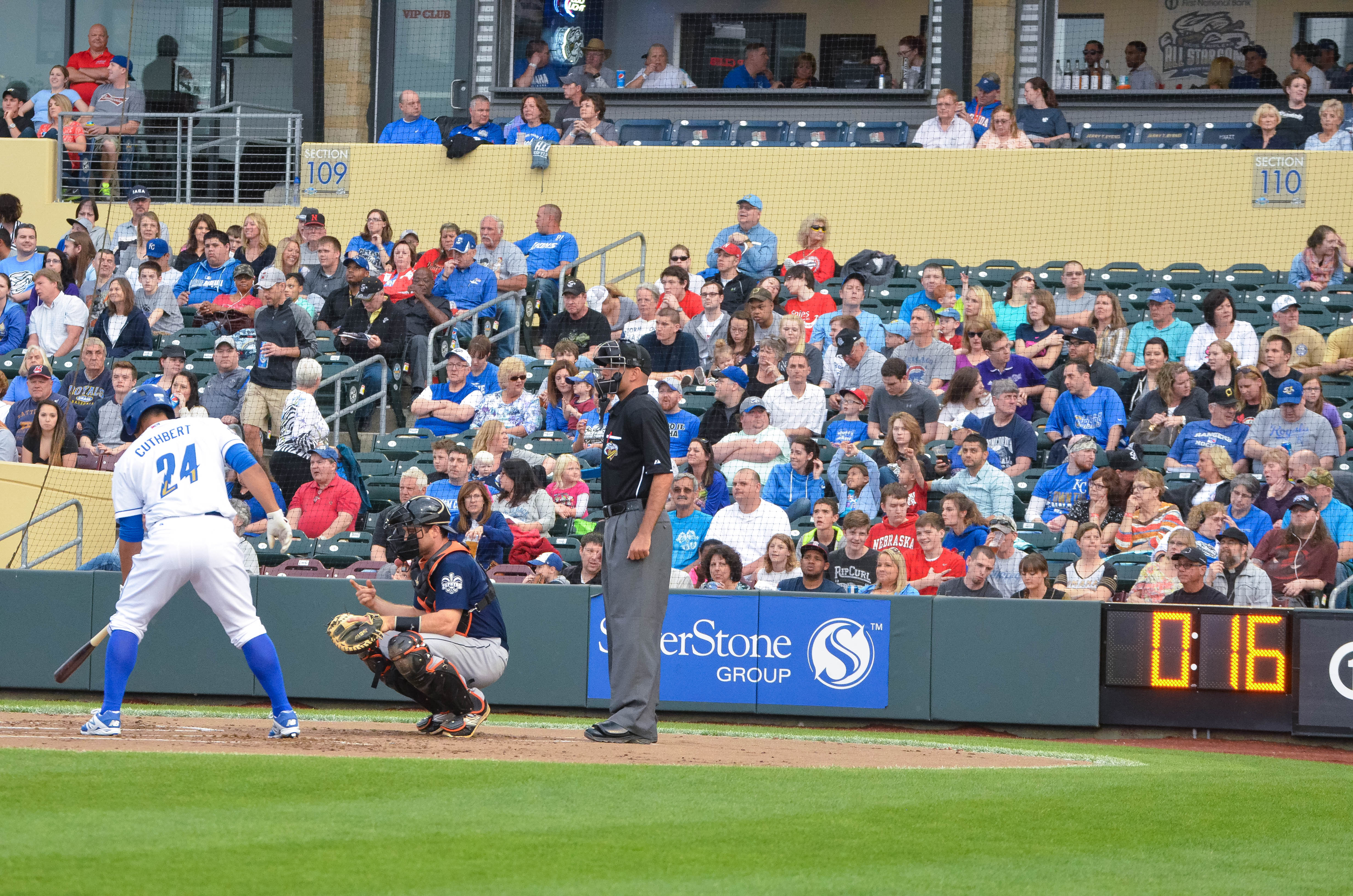
ワーナーパークに設置されたピッチクロック（2015年）

ピッチクロック（pitch clock）は、メジャーリーグベースボール（以下：MLB）、マイナーリーグベースボール（以下：MiLB）、大学野球等で採用されている野球のルールで、投手が打者に投球するまでに使える時間を制限する仕組みである。試合時間の短縮（ペース・オブ・プレイの改善）を目的としている。
MLBでは2023年のオープン戦より採用。それまでのピッチクロックは、採用されている場合でも、塁上に走者がいない場合に限定されていたが、MLBで採用されたものは走者がいる場合でも適用される。

## 背景
野球は北米4大プロスポーツリーグのなかで時間制ではない唯一の競技だが、ファン離れを防ぐために試合時間の短縮（とテンポアップ）を目指し様々なルール改正が検討、導入されてきた。しかし2014年にはMLBの平均試合時間が初めて3時間を超えている。
2018年の平均試合時間は3時間44秒で、マウンドビジット・リミッツ導入などのルール改正の効果もあって前年度から約5分の短縮を達成した。一方でFanGraphsによると、MLBで一回の投球にかかっている時間は2008年の21.7秒から2018年の24.1秒と増加傾向にある。
ピッチクロックはMLBでは2015年から採用提案が始まっていた。

## 採用

### 北米

#### 学生
アメリカ合衆国の大学野球では、2010年にサウスイースタン・カンファレンスがピッチクロックを試験的に導入している。投手はボールを20秒以内に投げなければ、ボールカウントが1つ加えられる。同様に打者もバッターボックスから出ている時間がこのクロックで5秒を越えると、ストライクが1つ加えられる。2010年のシーズン終了後に、全米大学体育協会がこのピッチクロックの導入の義務化を検討し、2011年のシーズンから、走者が塁上にいない状況に限ってピッチクロック制度を実施した。

#### プロリーグ
プロリーグで採用されたのは、2014年のアリゾナ・フォールリーグ（オフシーズンの教育リーグ）が最初である。2015年1月15日にMLBは、2015年のシーズンでMiLBのダブルA、トリプルAに20秒のピッチクロック制度を導入することを発表した。これにより投手はセットボジションから20秒以内に投球しない場合は、打者にボールが1つ与えられる。そのほかにも試合時間の短縮を目的にしたルール変更が加えられてはいるが、主としてピッチクロックの導入によって、2015年シーズンのダブルA、トリプルAでは平均試合時間が12分短縮された（2時間42分）。
導入から2か月後のレポートでは、選手やクラブチームからは特に反発もなく、実際にペナルティでボールカウントを付与された選手からもそれほど不満は出なかったことが報告されている。

##### MLB
MLBとMLB選手会は2016年に2018年度にMLBでもピッチクロックを採用可能かについて協議を行った。MLB選手会は反対の姿勢で、MLBも一方的に導入を決めることは可能なものの慎重な立場である。
採用後の2024年には、有力選手が次々と肘の故障を訴えたことに関して、ピッチクロックに原因があるのではないかとする声明を発表している。
また、独立リーグであるアトランティックリーグは12秒のピッチクロックを採用している。
MLBは2022年9月に2023年シーズンからのピッチクロックの導入を発表した。
- 投手は、ボールを受け取ってから、走者がいない場合は15秒、走者がいる場合は18秒以内[注 1]に投球動作に入らなければならない。これに違反（Pitch Clock Violation）した場合、自動的に1ボールが追加される[注 2]。
- 打者は、制限時間の8秒前までに打席に入り、打つ準備を完了していなければならない。これに違反した場合、自動的に1ストライクが追加される[注 3]。
- 走者がいるときに、投手が牽制や投手板を外した場合、制限時間はリセットされる[注 4]。

### 国際大会
国際大会においては、2019年のパンアメリカン競技大会において初めてピッチクロックが採用された。世界野球ソフトボール連盟（WBSC）主催大会においては、同年の第2回プレミア12で初めて採用され、以降は2021年の東京オリンピックや、U-12を除く各世代のワールドカップでも採用された。
2024年時点でのWBSC主催大会におけるピッチクロックの概要は以下の通り。
- 投手は、走者がいない場合のみ、ボールを受け取ってから20秒以内に投球動作に入らなければならない。これに違反した場合、一度目は投手に警告が与えられ、二度目以降は自動的に1ボールが追加される。警告は各投手に1回。
- 打者は、制限時間の5秒前までに打席に入り、打つ準備を完了していなければならない。これに違反した場合、一度目は打者と監督に警告が与えられ、二度目以降は自動的に1ストライクが追加される。警告は各チームに1回。

### 日本

#### NPB
2009年より類似のルールである「15秒ルール」が既に適用されている。ただしMLBのようにタイマー掲示されているわけではないため、遅延とみなされない限り近年は曖昧なものとなりつつあった。一方今後は国際大会でも導入が見込まれるためオーナー会議などをはじめとして球界各所で話題となっていた。
2023年5月26日以降のジャイアンツ球場で行われているイースタン・リーグ・巨人戦では、球団独自の「投球間タイマー」として試験導入されており、巨人が守備時で無走者時のみ15秒の電光掲示がされる。ペナルティーはなく審判員が時間超過を伝えることもない。2024年からは相手守備時にもタイマー表示がなされている。
2024年からはファームで順次試験導入することがシーズン前に通達されており、ウエスタン・リーグでは5月18日のナゴヤ球場で開催された中日対阪神戦と、由宇練習場で開催された広島対ソフトバンク戦で試験導入が開始された。今後も設備が整い次第各球団で開始される予定。

#### 独立リーグ
九州アジアリーグが2024年より導入した。無走者の場合は12秒で適用され、ボールが判定される。走者ありの場合は20秒で適用となり、1度目は警告、2度目にボールが判定される。牽制球、投手板からの軸足移動、偽投といった行為があると、1打者3回までカウントがリセットされるが、4回目にはボーク宣告となる。日本海リーグも同年より導入し、こちらは無走者の時のみ12秒でボール判定となる一方、打者に対しても遅延行為に警告をおこない、警告2回でストライク宣告という内容である。

#### 社会人野球
MLBでのピッチクロック導入を受け、日本野球連盟は2023年の都市対抗野球大会よりピッチクロックを導入。投手は、ボールを受け取ってから、走者がいない場合は12秒、走者がいる場合は20秒以内に投球動作に入らなければならない。

### 韓国
KBOリーグでは、2024年シーズンより採用した。投球時に無走者時18秒以内、有走者時23秒以内の時間制限が適用されるが、試験導入であることから同シーズン前半では違反に対するペナルティは無く、警告の付与のみとなる。